# Okres Kolonjë
Okres Kolonjë (albánsky Rrethi i Kolonjës) je jedním z šestatřiceti albánských okresů. V roce 2004 v něm včetně řecké a aromanské menšiny žilo 17 000 obyvatel na rozloze 805 km². Nachází se na jihovýchodě země, jeho hlavní městem je Ersekë. Dalšími městy jsou například Leskovik v jeho jižní části. Na severu hraničí s okresem Korçë, na východě s Řeckem. Ersekë stojí na úpatí čtvrté nejvyšší albánské hory Mali i Gramozit (2525 m n. m.).